# Honesta missio

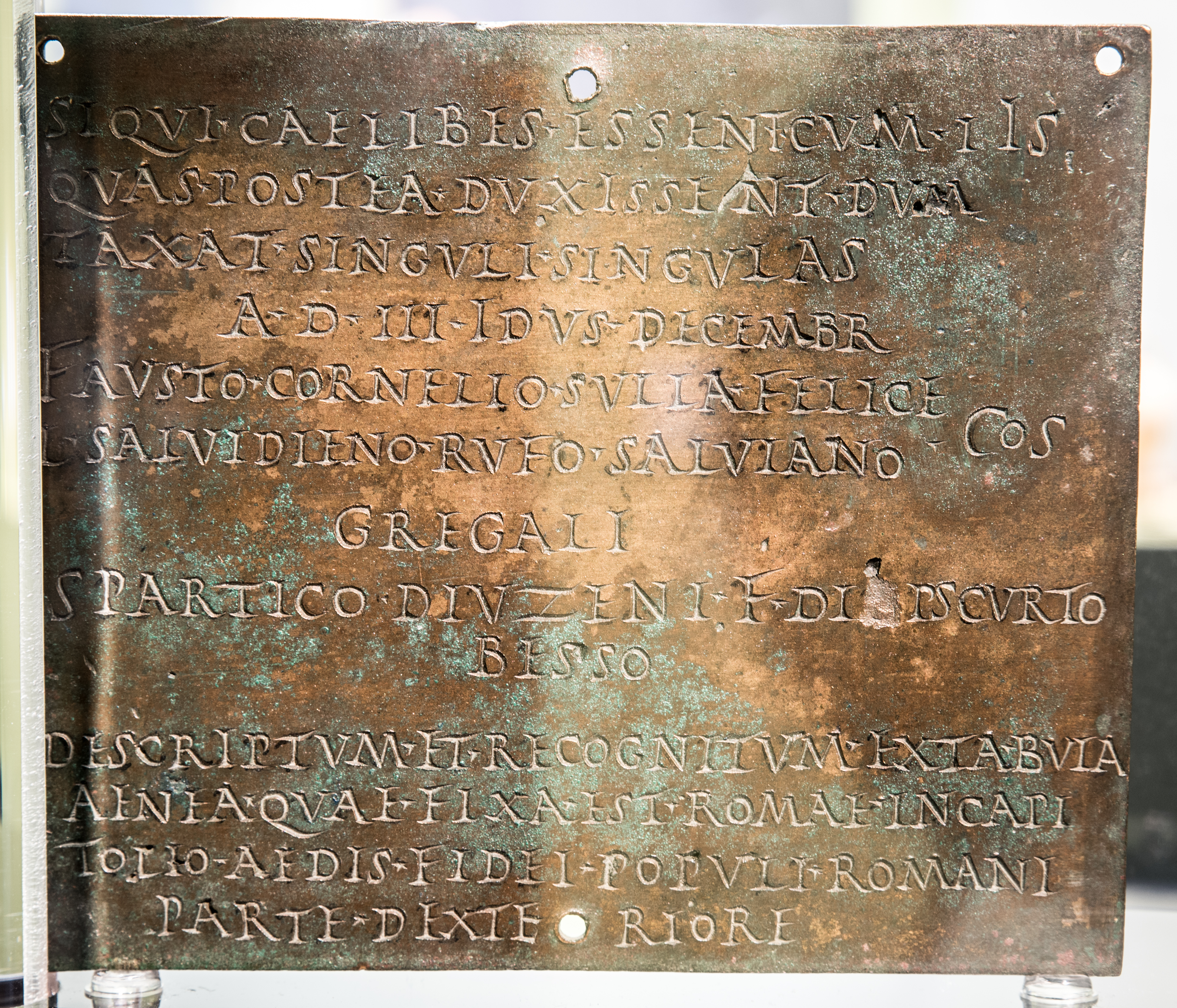
Militärdiplom mit Honesta missio herausgegeben unter dem Prinzipat des Claudius

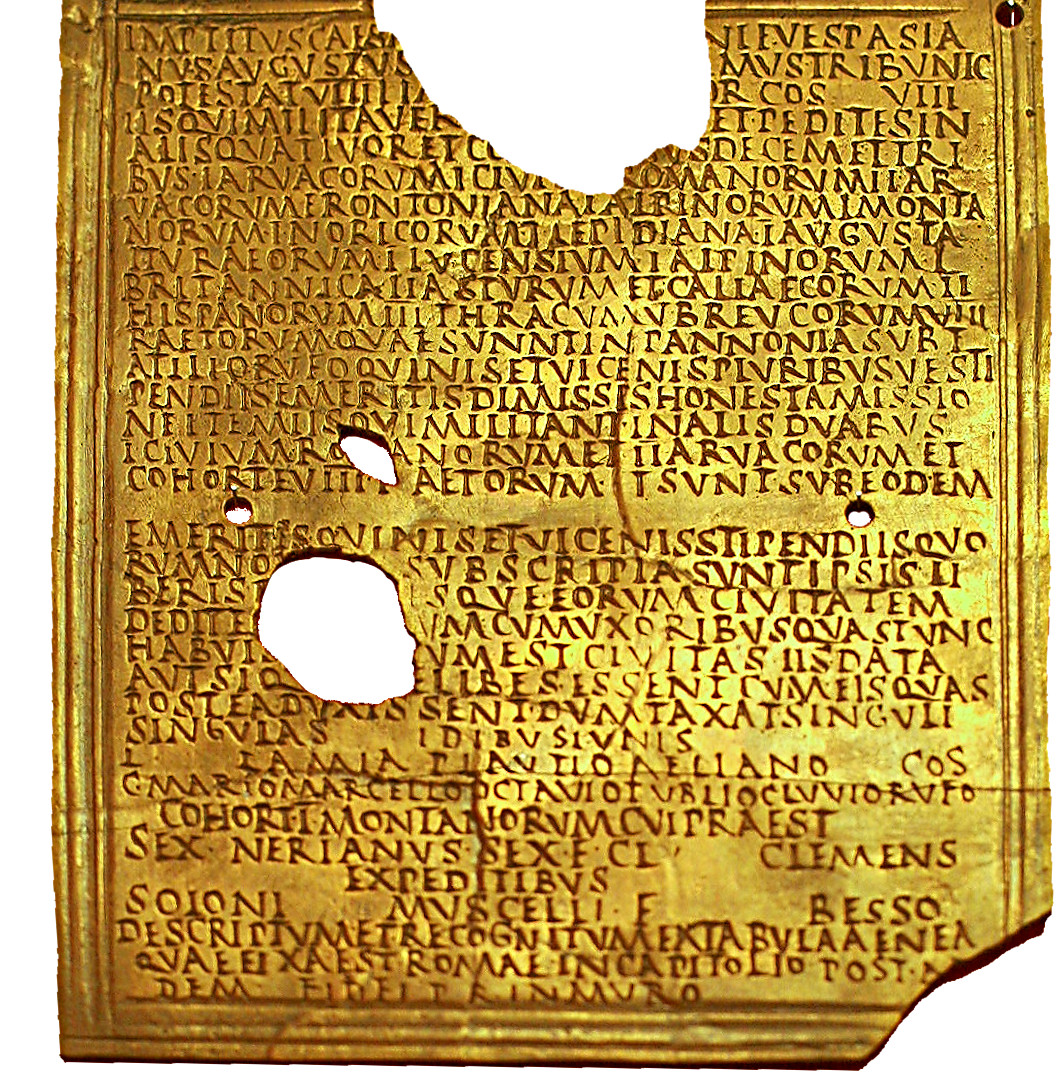
Militärdiplom mit Honesta missio ausgestellt unter dem Kaiser Titus

Honesta missio bezeichnete im Römischen Reich die ehrenvolle Entlassung aus dem Militärdienst. Sie war mit besonderen Privilegien verbunden (praemia militiae). Unter anderem wurde den Legionären von einer unter Augustus errichteten Staatskasse, dem Aerarium militare, ein Entlassungsgeld ausgezahlt, das bis zum Prinzipat Caracallas 12.000 Sesterzen für den einfachen Soldaten und von ungefähr 600.000 Sesterzen für den Primus Pilus betrug.

## Besondere Privilegien
Wahrscheinlich erhielten alle entlassenen Soldaten nach einer regulären Dienstzeit in der Legion von 20 bis 30 Jahren eine Bescheinigung, von der sich nur wenige, von der modernen Forschung als tabulae honestae missionis bezeichnete Exemplare erhalten haben, da sie überwiegend aus vergänglichem Material angefertigt worden waren.
Auxiliarsoldaten erhielten als Peregrine (lateinisch peregrinus ‚der Fremde‘) in der Regel zusammen mit der honesta missio sowohl das römische Bürgerrecht wie auch die Heiratserlaubnis (Conubium) für sich und ihre Nachkommen. Die kaiserliche Verordnung über diese Verleihungen wurden vielfach auf bronzenen Militärdiplomen dokumentiert, die aber nicht unbedingt in direktem Zusammenhang mit der Entlassung standen.
Soldaten aller Truppengattungen, die nach Ableistung ihrer regulären Dienstzeit oder bei vorzeitiger Entlassung wegen Invalidität sowie aufgrund des kaiserlichen Wohlwollens ihre ehrenvolle Entlassung erhalten hatten, galten als Veteranen, denen mitunter Steuererleichterungen (privilegia veteranorum) gewährt wurden. Ein solcher Veteran konnte als Evocatus in den Dienst der Legion zurück berufen werden, sofern er dazu bereit war. Veteranen erfüllten als honestiores wichtige Funktionen in der lokalen Zivilverwaltung ihrer meist ländlich geprägten Wohnorte, womit sie einen erheblichen Beitrag zur Stabilität des Imperiums und zur Verbreitung der Hellenisierung oder bei der Romanisierung in den von ihnen unterworfenen Gebieten leisteten.

## Andere Formen der Entlassung aus dem Militärdienst
Neben der honesta missio gab es noch die vorzeitige Entlassung aus gesundheitlichen Gründen (missio causaria) (Invalidität zum Beispiel verursacht durch schwere Verletzungen im Kampf) und in Unehren (missio ignominiosa). In den meisten Fällen wurden Männer, die aus medizinischen Gründen entlassen wurden, wie ehrenhaft Entlassene behandelt, obwohl der Umfang der ihnen gewährten Bewilligungen nach der Dauer ihrer Dienstzeit bemessen wurde.
Die unehrenhafte Entlassung (missio ignominiosa) war die Strafe für Soldaten, die schwerer Verbrechen für schuldig befunden wurden. Diesen Männern war es gesetzlich verboten, in Rom zu leben oder in den kaiserlichen Dienst zu treten, und sie konnten gezeichnet (gebrandmarkt oder tätowiert) werden. Außerdem genossen sie keines der Rechte und Privilegien, die ehrenhaft entlassenen Soldaten gewährt wurden.